# Zmago Bufon
Zmago Bufon, slovenski biolog, * 16. avgust 1910, Trst, † 29. april 1973, Ljubljana.

## Življenje in delo
Rodil se je v družini slovenskega železniškega uradnika v Trstu. Družina se je takoj po koncu 1. svetovne vojne preselila v Ljubljano, kjer je obiskoval ljudsko šolo in gimnazijo ter nadaljeval s študijem biologije. Diplomiral je 1934 na ljubljanski Filozofski fakulteti. Po diplomi je odslužil vojaški rok in nato kot srednješolski profesor 1936 služboval v Danilovgradu (Črna gora), bil za tri leta premeščen v Bjelino (Hrvaška) in nato v Novi Sad (Vojvodina) kjer je dočakal okupacijo.
Leta 1944 je odšel na osvobojeno ozemlje, deloval v gospodarski komisiji v Črnomlju, od septembra 1944 poučeval na šoli v Starem trgu pri Ložu in bil zajet. Iz domobranskega zapora se je dvakrat rešil, nazadnje aprila 1945.
Po osvoboditvi je poučeval v Trstu in bil istočasno tam tudi politični delavec. Leta 1947 se je preselil v Ljubljano in poučeval na gimnazijah v Šentvidu in Mostah. V letih 1954−1973 je bil kustos v Prirodoslovnem muzeju Slovenije v Ljubljani. Tu je postavil nekaj stalnih razstavnih zbirk. Preučeval je zgodovino naravoslovnih prizadevanj v Sloveniji in napisal nekaj razprav, ki presegajo zgolj naravoslovne okvire in pomenijo pomemben prispevek k razumevanju naših naravoslovcev v slovenskem narodnem prebujenju. Pomembno je tudi njegovo prevajalsko delo. Prevedel je več knjig, tako je v prevod E.T. Gilliardovih Ptičev (1968)  vključil tudi gradivo o slovenski ptičji favni. Z dognanimi prevodi je obogatil stroko pa tudi poljudnoznanstveno terminologijo.